# Chokladgurami
Chokladgurami (Sphaerichthys osphromenoides) är en fiskart som beskrevs av Canestrini, 1860. Chokladgurami ingår i släktet Sphaerichthys och familjen Osphronemidae. Inga underarter finns listade i Catalogue of Life.